# Pharrell Williams
Ne doit pas être confondu avec Will Ferrell.
Pour les articles homonymes, voir Williams.
Pharrell Williams, ou simplement appelé Pharrell (né le 5 avril 1973 à Virginia Beach, dans l'État de Virginie), est un auteur-compositeur-interprète, réalisateur artistique, musicien, styliste, rappeur et producteur américain. Avec Chad Hugo, ils forment le duo de production musicale The Neptunes. Il est également le chanteur et le batteur du groupe N.E.R.D qu'il forme avec Hugo et son ami d'enfance Shay Haley. Son premier single Frontin’ est sorti en 2003 et son premier album solo, In My Mind, en 2006. Il se distingue notamment dans cinq duos avec Snoop Dogg : Beautiful, Drop It Like It's Hot, Sets Up, Let's Get Blown et So Many Pros. C'est sa participation en tant que producteur du titre I'm a Slave 4 U de Britney Spears et de l'album Justified de Justin Timberlake qui le révèle auprès du grand public.
En 2013, il enchaine les succès mondiaux en chantant sur deux titres de l'album Random Access Memories de Daft Punk : les singles Get Lucky et Lose Yourself to Dance, ainsi qu'avec Robin Thicke et T.I. sur le no 1 Blurred Lines, et enfin Happy, une chanson qu'il a écrite et composée. En 2014, il devient commissaire d'une exposition titrée GIRL, le titre de son 2e album, à la galerie Perrotin, à Paris. En 2017, il sort la chanson Feels, en collaboration avec Calvin Harris, Katy Perry et Big Sean qui connaît également un grand succès. Il intervient aussi sur le single Say Somethin' de Mariah Carey et Snoop Dogg, qui devient culte.
Le 14 février 2023 au soir, la maison Louis Vuitton annonce dans un communiqué que Pharrell Williams est nommé directeur créatif chargé des collections homme. Il succède ainsi à Virgil Abloh, mort subitement en novembre 2021. Sa première collection pour Louis Vuitton est présentée sur le Pont Neuf à Paris en juin 2023, lors des collections printemps-été 2024.

## Biographie

### Enfance
Pharrell Lanscilo Williams naît le 5 avril 1973 à Virginia Beach, aux États-Unis, fils de Carolyn Williams, une enseignante américaine et de Pharoah II Williams, un manutentionnaire américain. Il a deux frères cadets: Cato Williams, un skateboardeur professionnel, et Psolomon Williams, ainsi que deux demi-frères : Pharoah III et David Williams, un homme d'affaires du Delaware. Pharrell Williams et Chad Hugo se rencontrent lors d'un camp d'été, alors qu'ils étaient au collège. Pharrell Williams jouait des claviers et de la batterie tandis que Chad était saxophoniste. Ils étaient également membres d'une fanfare : Williams jouait de la caisse claire et Hugo était chef d'orchestre. Ils continuent à jouer dans l'orchestre du lycée Princess Anne High School, et c'est là que Pharrell Williams hérite de son surnom, Skateboard P.
Dans les années 1990, Chad et Pharrell Williams forment un groupe de RnB avec deux amis, Shay Haley et Mike Etheridge, qu'ils baptisent The Neptunes. C'est en participant à des spectacles de jeunes talents, notamment dans leur lycée, qu'ils sont découverts par Teddy Riley, dont le studio est voisin. Après avoir été diplômés, ils signent avec Riley et l'aventure des Neptunes commence…

### Débuts (1992–1997)
En 1992, alors qu'il travaille avec Riley, Williams écrit un couplet du hit Rump Shaker de Wreckx-N-Effect. La même année, il fait un solo sur le remix de Right Here du groupe SWV. En 1994, Hugo et Williams deviennent officiellement un duo de producteurs sous le nom qu'ils utilisaient déjà, The Neptunes. Ils produisent Tonight's the Night sur le premier album du groupe Blackstreet. Au cours des trois années suivantes, ils continuent à produire occasionnellement. Certains morceaux, comme Looking at Me extrait de l'album Harlem World de Ma$e, et surtout l'album Superthug de N.O.R.E., qui se classe 36e au Billboard Hot 100 en 1998, se font l'écho du « son Neptunes » qui attire enfin l'attention. En 1999, le duo travaille beaucoup avec Kelis, produisant son premier album, Kaleidoscope.

### The Neptunes (1998–2004)

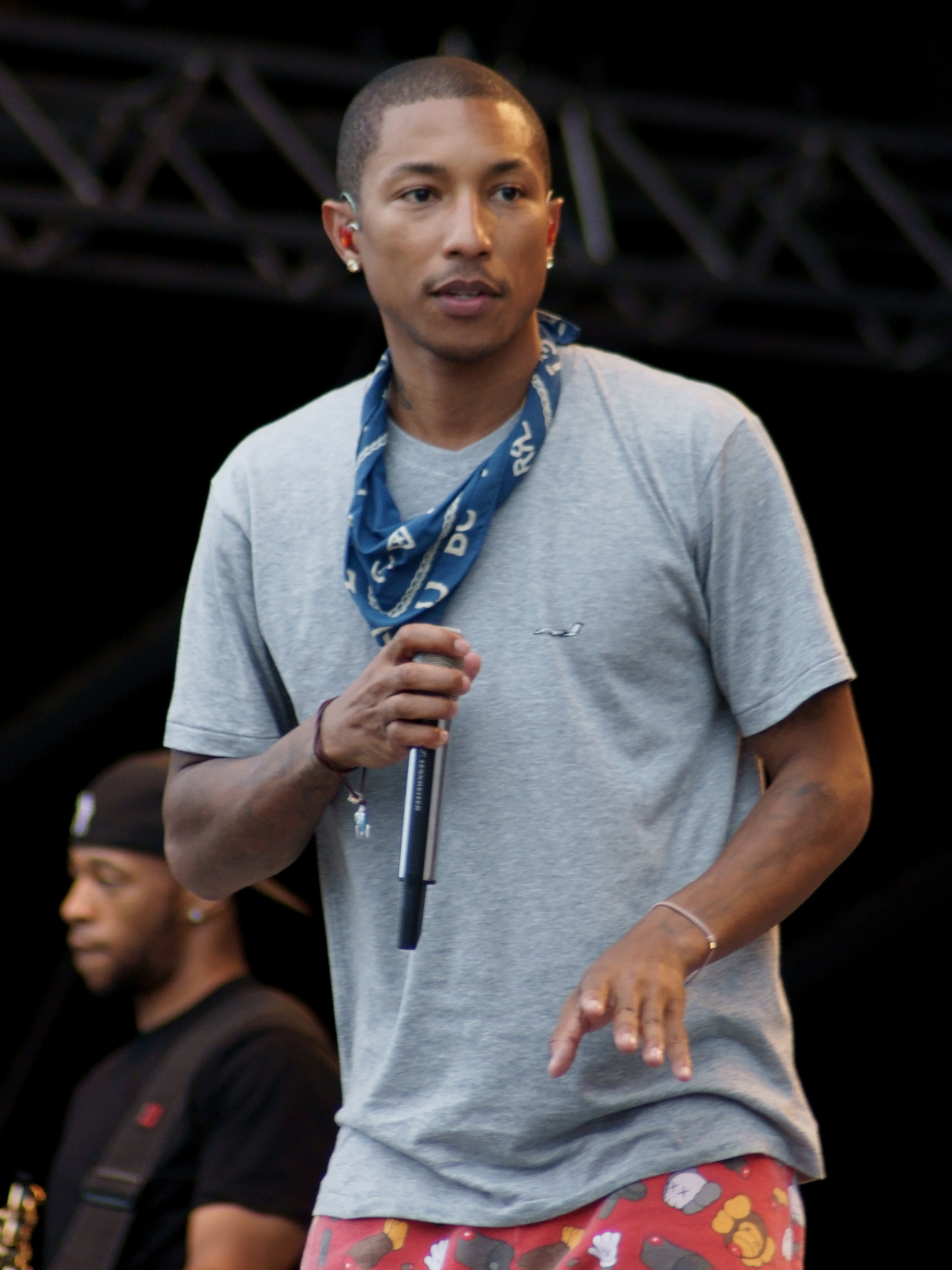
Pharrell Williams lors d'un concert de son groupe N.E.R.D en 2010.

En 2001, les Neptunes produisent pour Britney Spears I'm a Slave 4 U, immense succès qui les propulse sur la scène internationale. La même année, le groupe N.E.R.D, composé de Williams, Hugo et Haley, sort son premier album, In Search of…, en Europe où le premier album de Kelis avait mieux été reçu par le public. Mais le son de cet opus rappelle beaucoup celui des Neptunes, aussi le groupe décide-t-il d'enregistrer à nouveau l'album en lui donnant un « son N.E.R.D ». Pour cela, ils font appel à Spymob, un groupe de rock de Minneapolis. En 2002, alors que leur album (re-produit) est diffusé dans le monde entier, Hot in Herre, le single de Nelly qu'ils ont produit est classé numéro un aux États-Unis. En août de la même année, les Neptunes sont nommés « producteurs de l'année » à la fois par les Source Awards et les Billboard Music Awards. Au même moment, le duo Clipse, que Williams et Hugo avaient rencontré à Virginia Beach en 1993 et qui avait signé chez Arista Records sur le label de Williams, Star Trak Entertainment, sort l'album Lord Willin' qui se classe directement numéro un du Billboard Top R&B/Hip-Hop Albums.
En 2003, les Neptunes sortent un nouvel album, The Neptunes Present… Clones, comprenant des chansons et des remixes réalisés par divers artistes, qui se classe no 1 du Billboard 200. Les Neptunes, et particulièrement Williams, attirent également l'attention du public grâce à la production de plusieurs titres à succès pour Jay-Z dont deux morceaux sur The Black Album. En août 2003, une enquête révèle que les Neptunes ont produit près de 20 % des chansons diffusées sur les radios britanniques à l'époque alors qu'une enquête américaine les crédite de 43 %. Toujours en 2003, les Neptunes remixent Harder, Better, Faster, Stronger de Daft Punk sur lequel Williams rappe brièvement. Fly or Die, le second album de N.E.R.D, d'influence funk rock, sort en mars 2004. Les influences rock de Williams s'expriment une nouvelle fois lorsqu'à la cérémonie des Grammy Awards de 2004 il accompagne Sting, Dave Matthews et Vince Gill à la batterie sur le morceau des Beatles, I Saw Her Standing There. Ce soir-là, Williams repartira d'ailleurs avec deux récompenses : « Producteur de l'année, non classique » et « Meilleur album pop chanté » pour son travail sur l'album de Justin Timberlake, Justified. Les Neptunes obtiennent également leur première place au Royaume-Uni avec Flap Your Wings de Nelly.

### Premier album solo et collaborations (2005–2009)
En octobre 2005, sort Can I Have It Like That, le premier single extrait du premier album solo de Williams, In My Mind. Ce titre, interprété en duo avec Gwen Stefani, n'est pas un succès commercial aux États-Unis, ne se classant que 48e. En revanche, il atteint la troisième place au Royaume-Uni. Entre l'automne 2005 et le 25 juillet 2006, date de sortie de l'album In My Mind, un nouveau single, Angel, est commercialisé, mais uniquement en Europe. Le single suivant, Number One, avec Kanye West, sort en août 2006. Plusieurs titres sont diffusés sur Internet avant la sortie de l'album, notamment Mamacita, avec Daddy Yankee, qui deviendra That Girl, avec Snoop Dogg, dans la version finale. En 2006, Williams et Hugo produisent le deuxième album de Clipse, Hell Hath No Fury. La plupart des critiques qualifie l'album de meilleure production de Williams depuis des années, et le duo Clipse se retrouve en tête des charts. Le 16 mai 2007, une première collaboration avec Madonna, intitulée Hey You, est mise en ligne pendant une semaine seulement sur le site de MSN. Ce dernier, en accord avec Madonna, a fait don de 25 cents pour chaque téléchargement (dans la limite du premier million de téléchargements) à l'Alliance pour la protection du climat, afin de soutenir le concert Live Earth. Le 1er juillet 2007, Williams interprète deux chansons lors du Concert for Diana et le 7 juillet, il se produit au concert brésilien de Live Earth à Rio de Janeiro.
Williams enregistre avec son nouveau groupe, The Yessirs, comprenant le bassiste Adam Blackstone et le batteur Questlove des Roots, un album intitulé Out of My Mind. Toutefois, Interscope Records refuse de sortir l'opus, pensant qu'il se vendra mal. Toujours en 2007, Williams produit une nouvelle version de Diamonds Are a Girl's Best Friend, intitulée Can You Resist ?, interprétée par Beyoncé. Il écrit et produit également Why Should I Be Sad pour le cinquième album de Britney Spears, Blackout. Enfin, il produit deux titres, Well All Right! et T.H.E.H.I.V.E.S., sur l'album des Hives, The Black and White Album. En avril 2008, Madonna sort son onzième album, Hard Candy, sur lequel plusieurs titres sont coécrits par Williams et coproduits par les Neptunes. En juin, un article de NME révèle que Williams est très intéressé pour produire le quatrième album des Strokes.
Williams travaille également avec Shakira sur les chansons Did It Again, Why Wait, Good Stuff et Long Time de son sixième album, She Wolf, qui sort en octobre 2008 et apparaît dans le clip I Don't Care des Fall Out Boy. En 2009, Pharrell Williams coécrit et produit Fresh Out the Oven, un single promotionnel pour Jennifer Lopez, qu'on retrouvera sur l'album Love? en featuring avec le rappeur cubano-américain Pitbull. Pharrell Williams collabore et apparaît également sur le clip de Blanco de Pitbull, bande originale du film Fast and Furious 4. Il coécrit également un morceau, ADD SUV, pour le premier album d'Uffie, Sex Dreams and Denim Jeans, et produit la chanson Special sur l'album Malice n Wonderland de Snoop Dogg. Toujours en 2009, il produit The RED Album, le quatrième album de Game.

### Moi, moche et méchantetNothing(2010–2012)
En 2010, Williams compose une des chansons du film Moi, moche et méchant. Il collabore avec le groupe Swedish House Mafia sur la chanson One (Your Name), extraite de leur premier opus Until One. En octobre 2010, Williams et son groupe N.E.R.D jouent lors des concerts américains de la tournée Escape to Plastic Beach World Tour de Gorillaz. Il produit Haterade, un morceau extrait de The Appeal: Georgia's Most Wanted, le troisième album de Gucci Mane, et collabore avec Swizz Beatz sur Haute Living qui devrait sortir en 2012. Le 1er août 2011, Williams annonce la création d'un nouveau label, I Am Other Records, destiné aux artistes découverts sur Internet. En 2012, il collabore avec Mika pour sa chanson Celebrate, extraite de The Origin of Love. Il coproduit également l'album de Miley Cyrus sorti au cours de l'année 2013.

### Girl, collaborations etThe Voice(depuis 2013)
Le 20 mars 2013, Pharrell Williams collabore avec T.I et Robin Thicke, dont il produit l'album sur son label Star Track Records, pour le dernier single en date de ce dernier, Blurred Lines. Le 27 mars 2013, Nile Rodgers annonce la collaboration de Pharrell Williams sur Random Access Memories, le nouvel album des Daft Punk[réf. souhaitée]. Le 12 avril 2013, Daft Punk présente un extrait de son nouvel album Random Access Memories au festival Coachella, avec Pharrell Williams au chant. Le 19 avril 2013, Daft Punk sort le single Get Lucky en collaboration avec Pharrell Williams et Nile Rodgers. Il participe également à Lose Yourself to Dance sur ce même album.
Le 20 novembre 2013, il sort un clip vidéo de 24 heures, contenant 360 plans séquences avec 366 personnes dansant tout au long de la journée dans divers endroits de Los Angeles sur les 4 minutes que dure la chanson Happy, enregistrée pour la bande originale du film Moi, moche et méchant 2. Le 16 février 2014, il est présent au NBA All-Star Game 2014 afin d'animer musicalement l’événement en compagnie de ses invités : Nelly Furtado, Busta Rhymes, P. Diddy et Snoop Dogg.
Depuis le 14 février 2023, Pharrell Williams est le nouveau styliste chargé des collections homme de la maison Louis Vuitton. Ce poste était vacant depuis la disparition brutale de Virgil Abloh en novembre 2021. « Je suis heureux de voir revenir Pharrell à la maison, après nos collaborations en 2004 et 2008 pour Louis Vuitton, comme nouveau directeur créatif [des collections] homme. Sa vision créative au-delà de la mode conduira sans aucun doute Louis Vuitton vers un nouveau chapitre très excitant », déclare Pietro Beccari, le nouveau président de la marque depuis janvier 2023. Le studio de création de la marque assurait l'intérim depuis cette date, notamment avec la collaboration d'artistes ou de designeurs internationaux comme Colm Dillane,, de KidSuper, pour la collection automne-hiver 2023-2024, présentée lors de la Fashion Week de Paris qui s’est déroulée du 17 au 22 janvier 2023. La première collection de Pharrell Williams a été dévoilée le 20 juin 2023 lors de la semaine de la mode de Paris.
Huit ans après In My Mind, il sort enfin son deuxième album studio solo, Girl, le 3 mars 2014, contenant le morceau Happy et de nouvelles collaborations, dont une avec Daft Punk. Le deuxième single, Marilyn Monroe, sort quelques jours après l'album. Dans le cadre de la sortie de cet album, le galeriste Emmanuel Perrotin l'invite en tant que commissaire d'exposition pour GIRL, une exposition célébrant la femme. Celle-ci a lieu du 27 mai au 25 juin 2014 Salle du Bal dans l'Hôtel d'Ecquevilly, rue de Turenne à Paris, alors nouvel espace de la Galerie Emmanuel Perrotin. Le 31 mars 2014 est annoncé qu'il remplace Cee Lo Green comme coach dans la version américaine de The Voice, sur NBC. Il est le mentor de Cris Cab[réf. nécessaire].
En 2024 et 2025 sortiront deux longs métrages inspirés de sa vie. Tout d'abord Piece by Piece, un film d'animation Lego de Morgan Neville, suivi en 2025 du film en prises de vues réelles Atlantis réalisé par Michel Gondry.

## Vie personnelle

### Famille
Pharrell Williams épouse, le 12 octobre 2013, sa petite amie de longue date, le mannequin Helen Lasichanh. Ils ont un fils, Rocket Ayer Williams, né en novembre 2008. La chanson du film Moi, moche et méchant, Rocket's Theme, est écrite en l'honneur de son fils. En 2005, Williams est élu « Homme le mieux habillé au monde » par le magazine Esquire. Williams est un grand fan de Star Trek, faisant volontiers le salut vulcain pour rappeler son label, Star Trak. Il apprécie également les travaux de l'astronome Carl Sagan, qu'il qualifie de « génie ». Il est aussi amateur de skateboard et a fait construire un half-pipe dans sa maison.
Le 31 janvier 2017, le porte-parole du chanteur annonce que sa femme a mis au monde des triplés.
Le 26 mars 2021, le cousin de Pharrell, Donovan Lynch est abattu par un agent de la police de Virginia Beach après avoir brandi une arme de poing à la suite de trois fusillades dans la région. Pharrell a demandé l'ouverture d'une enquête fédérale sur cet incident.

### Croyances
Dans une interview pour le magazine GQ Style en 2013, Pharrell Williams décrit son point de vue religieux : « Sur le papier, je suis chrétien, mais en réalité je suis un universaliste. ».
En novembre 2020, il anime Voices of Fire sur Netflix, une série documentaire sur la création d’une nouvelle chorale gospel dans une Église pentecôtiste. En 2021, il affirme croire en la Bible .

### Synesthésie
La synesthésie de Pharrell Williams lui fait associer notes de musique et nuances chromatiques, influençant son art.

## Style musical

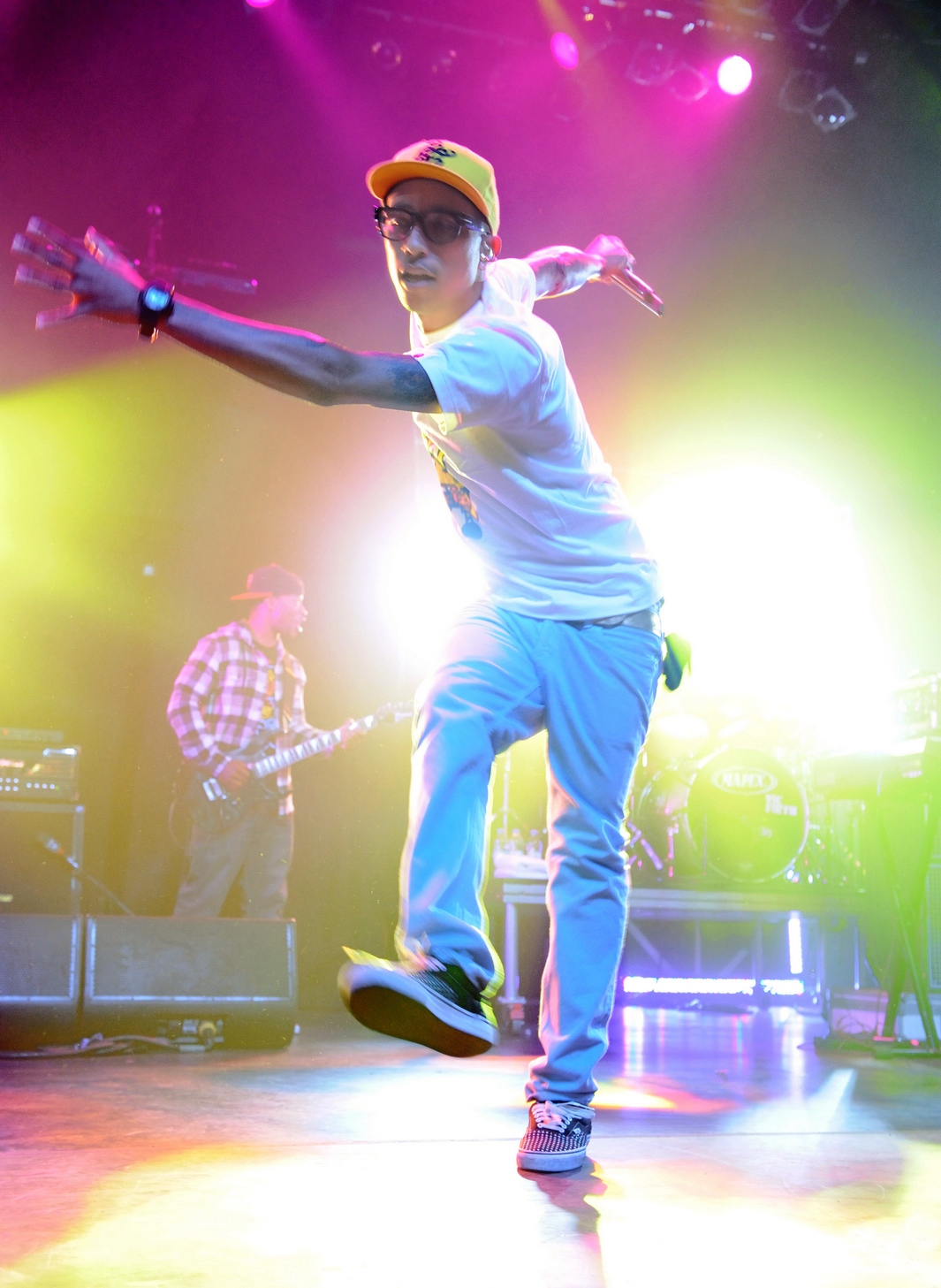
Pharrell Williams à Montréal, le 30 septembre 2008.

Williams chante souvent avec une voix de fausset, ce qui a fréquemment fait dire aux critiques qu'il ne pouvait ni rapper ni chanter correctement,, même s'il est meilleur chanteur que rappeur. Williams mélange un large éventail de genres musicaux : hip-hop, R'n'B, pop, rock et funk. Ses paroles parlent souvent de son enfance, de la famille, de foi ou de sexualité.
Williams déclare ne pas avoir été directement influencé par un interprète particulier, mais exprime son admiration envers plusieurs musiciens parmi lesquels Michael Jackson, Prince, J Dilla, Stevie Wonder, Donny Hathaway, Marvin Gaye, Phil Collins, Rakim et Q-Tip. Il a décrit People's Instinctive Travels and the Paths of Rhythm, le premier album de A Tribe Called Quest, comme un « tournant » dans sa vie qui lui « a fait voir que la musique était un art ». Son style de production comprend des sons tout à fait inhabituels qui donnent l'impression d'être extraterrestres. Ses beats comprennent percussions et synthétiseurs.

## Stylisme et partenariats
Williams a rencontré Nigo, un producteur de disques japonais et créateur de la marque A Bathing Ape, au Japon. Partageant des centres d'intérêt communs, ils ont commencé à travailler sur des lignes de vêtements. Williams a ensuite cofondé les marques Billionaire Boys Club et Ice Cream Footwear et ouvert une boutique à New York. En 2008, il a participé à la création d'une ligne de bijoux, Blason, et de lunettes pour Louis Vuitton ainsi que des lunettes avec Moncler. À partir de 2014, il collabore avec Adidas, crée régulièrement des sneakers pour Superstar et Stan Smith.
Il a également travaillé sur du mobilier avec le galeriste Emmanuel Perrotin et Domeau & Pérès, éditeurs de mobilier contemporain. Une de ses œuvres, un siège en plastique moulé avec des jambes humaines, suggère un homme et une femme en train de faire l'amour. En 2011, Williams a créé une liqueur, destinée aux femmes, appelée QREAM. Le breuvage crémeux, à base de vodka, se décline en deux parfums : fraise et pêche.
Sur le même principe que le film 100 Years, il compose et enregistre en 2017, une chanson appelée également 100 Years, toujours en collaboration avec le cognac Louis XIII de la maison Rémy Martin. La chanson ne sortira que cent ans après son enregistrement, en novembre 2117,.

## Affaires judiciaires
En mars 2015, Robin Thicke et Pharrell Williams sont condamnés pour plagiat et doit verser 7,4 millions de dollars aux héritiers de Marvin Gaye pour leur plagiat de la chanson Got to Give It Up dans leur tube Blurred Lines.

## Polémiques
En juin 2013, la chanson Blurred Lines de Robin Thicke et Pharrell Williams suscite la polémique à cause de ses paroles glorifiant le viol. En 2020, Pharrell dit regretter ses paroles.
Pharrell Williams a plusieurs fois été interpellé par l'association de défense des animaux PETA, au sujet de l'emploi de peaux animales dans ses collections. En août 2025, l'association demande le retrait de la légion d'honneur qui lui a été attribuée en juillet, arguant qu'« en tant que directeur artistique de Louis Vuitton, Pharrell Williams est pleinement conscient de l'héritage cruel de la marque » et qu'« un titre qui célèbre l'honneur ne devrait pas être décerné à quelqu'un qui privilégie son image à l'intégrité ».

## Engagement
Il soutient Hillary Clinton pour l'élection présidentielle de 2016.

## Discographie

### Albums studio
- 2006 : In My Mind
- 2014 : Girl
- 2024 : Black Yacht Rock, Vol. 1: City of Limitless Access

### Albums collaboratifs
- 2002 : In Search of... (avec N.E.R.D)
- 2004 : Fly or Die (avec N.E.R.D)
- 2008 : Seeing Sounds (avec N.E.R.D)
- 2010 : Nothing (avec N.E.R.D)
- 2017 : NO ONE EVER REALLY DIES (avec N.E.R.D)

## Filmographie
Sauf indication contraire, les informations mentionnées dans cette section peuvent être confirmées par la base de données cinématographiques IMDb,  présente dans la section « Liens externes ».

### Comme acteur
- 2009 : 90210 Beverly Hills : Nouvelle Génération : lui-même (saison 2, épisode 8)
- 2010 : American Trip : lui-même
- 2010 : Where is the Money George ? (court métrage) : un gardien de prison
- 2011 : How to Make It in America - saison 2, épisode 6 : lui-même
- 2011 : Beats, Rhymes & Life: The Travels of A Tribe Called Quest : lui-même
- 2014 : The Voice saison 7 : lui-même
- 2015 : The Voice saison 8 et 9 : lui-même
- 2024 : Piece by Piece de Morgan Neville : lui-même (voix)

### Comme auteur-compositeur-interprète de bande originale
- 2010 : Moi, moche et méchant
- 2013 : Moi, moche et méchant 2
- 2014 : The Amazing Spider-Man : Le Destin d'un héros, avec Hans Zimmer
- 2017 : Les Figures de l'ombre (Hidden Figures) de Theodore Melfi, avec Hans Zimmer
- 2024 : Moi, moche et méchant 4 (Despicable me 4) de Chris Renaud
- 2024 : Mufasa : Le Roi lion (Mufasa: The Lion King) de Barry Jenkins
- 2025 : Atlantis de Michel Gondry (film annulé)

## Distinctions
Le 5 décembre 2014, Pharrell Williams reçoit son étoile sur le Walk of Fame.

### Décorations
Pharrell Williams est fait officier de l'ordre des Arts et des Lettres le 6 mars 2017 par la ministre de la Culture, Audrey Azoulay.
Le 11 juillet 2025, il est nommé au grade de chevalier dans l'ordre national de la Légion d'honneur au titre de « auteur-compositeur-interprète, producteur, directeur artistique d'une collection de prêt-à-porter ; 31 ans de services ».

### Prix
| Année | Prix             | Catégorie                                                 | Genre | Titre                                     | Résultat   |
| ----- | ---------------- | --------------------------------------------------------- | ----- | ----------------------------------------- | ---------- |
| 2004  | Grammy Awards    | Producteur de l'année, toutes catégories (avec Chad Hugo) | n/a   | n/a                                       | Lauréat    |
| 2004  | Grammy Awards    | Meilleur album pop                                        | Pop   | Justified                                 | Lauréat    |
| 2004  | Grammy Awards    | Meilleure collaboration rap                               | Rap   | Frontin' (feat. Jay-Z)                    | Nomination |
| 2004  | Grammy Awards    | Meilleure collaboration rap                               | Rap   | Beautiful (feat. (Snoop Dogg)             | Nomination |
| 2004  | Grammy Awards    | Meilleure chanson rap                                     | Rap   | Beautiful (feat. (Snoop Dogg)             | Nomination |
| 2004  | Grammy Awards    | Meilleure chanson rap                                     | Rap   | Excuse Me Miss (feat. Jay-Z)              | Nomination |
| 2005  | Grammy Awards    | Meilleure performance rap par un duo ou un groupe         | Rap   | Drop It Like It's Hot (feat. (Snoop Dogg) | Nomination |
| 2005  | Grammy Awards    | Meilleure chanson rap                                     | Rap   | Drop It Like It's Hot (feat. (Snoop Dogg) | Nomination |
| 2007  | Grammy Awards    | Meilleure chanson rap                                     | Rap   | Money Maker (feat. Ludacris)              | Lauréat    |
| 2007  | Grammy Awards    | Meilleur album rap                                        | Rap   | In My Mind                                | Nomination |
| 2014  | NRJ Music Awards | Artiste masculin international de l'année                 | Pop   | Pharrell Williams                         | Lauréat    |
| 2014  | NRJ Music Awards | Clip de l'année                                           | Pop   | Happy                                     | Nomination |
| 2014  | NRJ Music Awards | Chanson Internationale de l'année                         | Pop   | Happy                                     | Nomination |